# ノイジードル湖
ノイジードル湖（ノイジードルこ、ノイジードラー湖、ドイツ語: Neusiedler See）は、中央ヨーロッパで二番目に大きいステップ湖である。オーストリアとハンガリーにまたがり、ドイツ語ではノイジードル湖、ハンガリー語ではフェルテー湖と呼ばれる(#名称参照)。湖の表面積は315 km2 で、うち240 km2がオーストリア領に、残る75 km2がハンガリー領に、それぞれ属している。1920年のトリアノン条約までは全域がハンガリー領に属していた。
ハンガリー小平原の窪地にあり、集水域は約1,120 km2である。南北に約36 km伸びており、東西の幅はおよそ6kmから12kmの間である。アドリア海からの平均の海抜は115.45mで、水深は深いところでも1.8mしかない。
過去において、降雨や乾燥が湖の氾濫や水位の減退を惹き起こしてきた。湖の層位は、この湖が出来た紀元前18000年から14000年頃から、少なくとも100回は完全に干上がったことを示している。近現代の歴史上でも、湖の完全な消失は何度も詳細に記録されている。また、南部は第二次世界大戦後、鉄のカーテンが位置し、国境警備隊などごく一部の人しか接近できない場所であったため、ヨシ原をはじめとする自然はよく保存されている。
2001年には「フェルテー湖 / ノイジードル湖の文化的景観」として、ユネスコの世界遺産に登録された。また、オーストリア領内は1977年に（2016年に登録抹消）、ハンガリー領内は1979年にそれぞれユネスコの生物圏保護区に指定され、1982年と1989年にオーストリア領内とハンガリー領内はそれぞれラムサール条約登録地ともなった。 

## 名称
ドイツ語ではノイジードル湖、ハンガリー語ではフェルテー湖、フェルテー・トー（Fertő-tó [ˈfɛrtøːˌtoː]）ないし単にフェルテー（Fertő [ˈfɛrtøː]）と呼ばれる。
「フェルテー」という呼称は、古いハンガリー語の「フェルテー」（fertő [ˈfɛrtøː]）で「沼地」とか「湿地帯」という意味の一般名詞から来ており、fertő はハンガリー語の「這いずり回る」といった意味の「フェトレング」 fetreng [ˈfɛrtɛŋɡ] という自動詞が語源である。

## 水位の変動
過去において、降雨や乾燥が湖の氾濫（1768年には最大の表面積515km2を記録している）や水位の減退を惹き起こしてきた。
湖の層位は、この湖が出来た紀元前18000年から14000年頃から、少なくとも100回は完全に干上がったことを示している。近現代の歴史上でも、湖の完全な消失は何度も詳細に記録されている。例えば、1740年から1742年、1811年から1813年、さらに最近の完全消失である1866年などである。1866年の消失の際には、地元の住民ゴットリーブ・ヴェンツェル（Gottlieb Wenzel）は、個人的な日記で、湖底を歩いたときに、乾いていて土が靴に付かなかったと記している。湖底の一部は農業にも使われており、小麦や蕪が植えられていた。しかし、1871年に湖は復活し、1876年春までに通常の大きさに戻っていた。
現在から見て最後の消失は、部分的かつ短期的なものではあったが、1949年夏に起こった。そのときには、ポーダースドルフ（Podersdorf am See）と緯度的には近い北部の湖底が、数週間露わになった。
湖が消失するたびに、周辺の環境破壊が惹き起こされた。これは、湖のような大きな水塊が存在することによる湿度や温度の緩衝効果が喪失してしまったためと、乾いた塩分を含んだ風が周辺村落に吹き付けたためである。
かつては湖が「湿地」と呼ばれていたこともあった。これは水位が非常に低く、湖底面にヨシが生い茂っていたことを示唆している。1318年と1324年の記録では、どちらも「川」と記録されている。この時には、南北の中心線を残すにとどまっていたことが窺える。
今日、水位はハンガリー領内のフェルテーウーイラク（Fertőújlak）近くにある人工水路で調整されており、二国間の問題は、1956年に設立されたオーストリア・ハンガリー水位委員会によって、話し合われている。しかし、小規模な水位変動は、今でも起こり続けている。1965年には、1か月の間に100m3 の水が増え、水位は35cm上昇した。逆に2003年の旱魃の際には、ほぼ同程度に当たる30cmの水位低下が起こっている。しかし、どちらも平常の変動の範囲内である。局所的な水位を一時的に75cm程度上下させうる強い風によって、湖は浅くなりもするし、元に戻りもするからである。
19世紀に規制が行われる以前は、湖は南東部ではハンシャーグ（Hanság）へと延びていたが、そこでは湖は段々と干上がり、その土地が16世紀以降農業地とされていた。本来の湖はドナウ川水系やラーバ川水系に近かった。

## 自然と野生生物

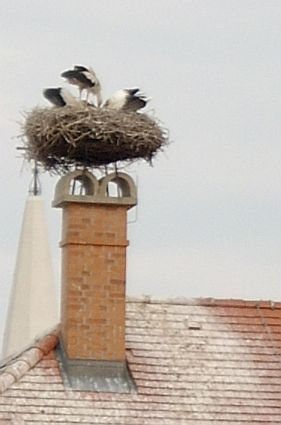
一帯に典型的なコウノトリの巣

湖のほとんどはヨシに囲まれており、このことが野生生物に格好の住処を提供しており、とりわけシラサギ、ソリハシセイタカシギ属、チドリ、ガン（カリガネ、アオガン）、カモなどの渡り鳥にとっては重要である。
冬に湖面が凍結すると、2つの目的からヨシは刈り取られる。最初の目的は生態系に関するもので、朽ちたときに湖に落ちて埋めてしまわないように、周辺のまとまった有機物を除去しておく必要があるのである。もうひとつは経済的な目的であり、建築材料等として刈り取ったヨシを売却するのである。
夏場には、ヨシの火事が起こることがある。乾いたヨシは燃えやすく、一帯には風が常に吹いているので、火の回りも速いからである。
水質は温度、風、湖底の堆積物から広がる塩分や泥によって決まる。湖の周辺には塩性・アルカリ性の草原と乾燥性のオーク林が広がり、ブドウ栽培も行われる。
20世紀前半には、湖を潰してダムや他の建築工事を行おうとする計画が幾度か持ち上がり、大いに議論になったが、幸いなことに、それらはいずれも立ち消えた。1971年にオーストリア側で橋を架けようという計画が持ち上がったときには、環境保護論者たちが反対して実現しなかった。

## 湖周辺の町や村
オーストリア側の比較的重要な湖岸の町や村には、イルミッツ（Illmitz）、ポーダースドルフ・アム・ゼー（Podersdorf am See）、ヴァイデン・アム・ゼー（Weiden am See）、ノイジードル・アム・ゼー（Neusiedl am See）、ヨイス（Jois）、ヴィンデン・アム・ゼー（Winden）、ブライテンブルン（Breitenbrunn）、プルバッハ・アム・ノイジードラーゼー（Purbach am Neusiedlersee）、ドンナースキルヒェン（Donnerskirchen）、オッガウ・アム・ノイジードラーゼー（Oggau）、ルスト（Rust）、メルビッシュ・アム・ゼー（Mörbisch）などがある。ハンガリー側はフェルテーラーコシュ（Fertőrákos、ミトラ教神殿のフェルテーラーコシュ神殿がある）、フェルテーボズ（Fertőboz）、フェルテード（Fertőd）、バルフ（Balf）、フェルテーウーイラク（Fertőújlak）などである。また、ハンガリー国境と湖にはさまれたオーストリア側のイルミッツ、アペトロン、ポーダースドルフの三つの市は、いわゆるゼーヴィンケル（「湖のカド」）地域を形成している。

## 観光
ノイジードル湖地方は観光客も多く訪れる。湖は「ウィーンっ子の海」としても知られ、ヨットやウィンドサーフィン、釣りなどが出来る。しかし、低水位であるため問題もあり、船底が湖底にぶつかることなど日常的に起こるし、係留所が一時的に使えなくなることも起こりうる。
他方で、この浅さのおかげで年間行事であるメルビッシュからイルミッツへのフリースタイルの横断水泳大会は、比較的やりやすいのである。2004年に再興されたこの大会は、身長160cm以上なら誰でも参加して泳ぐことができる。
毎年夏に、湖上の特設ステージでメルビッシュ湖上音楽祭が催される。

## 世界遺産
1993年には、ノイジードル湖＝ゼーヴィンケル国立公園（Nationalpark Neusiedler See-Seewinkel）がIUCNカテゴリーのII（国立公園）に該当する保護区として承認された。そして、2001年には、オーストリアの国立公園群にハンガリーのフェルテー＝ハンシャーグ国立公園を合わせて、「フェルテー湖 / ノイジードル湖の文化的景観」として、ユネスコの世界遺産に登録された。 
ハンガリーとオーストリアの境目に位置するこの湖の周辺は、古来、様々な文化の交流する地域であった。登録に当たっては自然環境そのものよりも、そうした周辺の農業景観や近代の宮殿などが織りなす独特の文化的景観が評価され、文化遺産として登録された。また、周辺はワインの名産地でもある。

### 登録基準
この世界遺産は世界遺産登録基準のうち、以下の条件を満たし、登録された（以下の基準は世界遺産センター公表の登録基準からの翻訳、引用である）。
- (5) ある文化（または複数の文化）を代表する伝統的集落、あるいは陸上ないし海上利用の際立った例。もしくは特に不可逆的な変化の中で存続が危ぶまれている人と環境の関わりあいの際立った例。